# Splendrillia chathamensis
Splendrillia chathamensis is een slakkensoort uit de familie van de Drilliidae. De wetenschappelijke naam van de soort is voor het eerst geldig gepubliceerd in 1989 door Sysoev & Kantor.